# Gefilte fiš

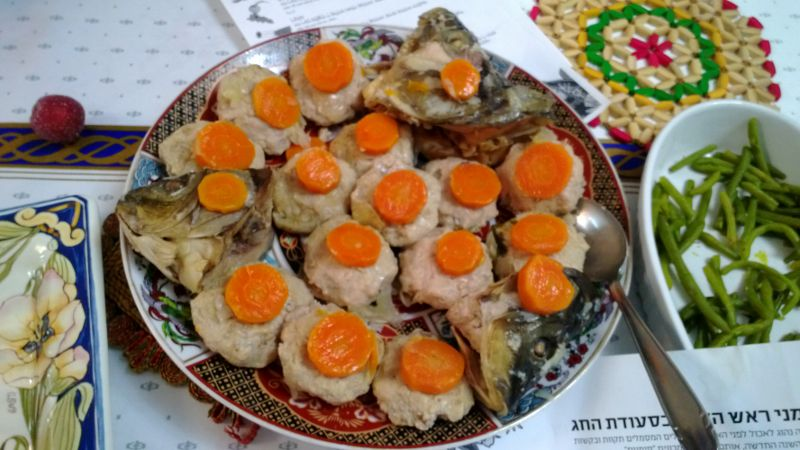
Gefilte fiš v podobě kuliček, zdobené mrkví, podávané na slavnostní tabuli během svátku Roš ha-šana

Gefilte fiš či gefilte fish (v jidiš געפֿילטע פֿיש‎, doslova „nadívaná ryba“) je tradiční židovský pokrm tvořený vařenou směsí sekaného či mletého rybího masa a dalších ingrediencí, podávaný jako předkrm. Obvykle používanou rybou je kapr, ale též štika či jiné sladkovodní ryby. V některých místech, jako třeba ve Spojeném království, se používají i mořské ryby či jejich směs. Historicky, jak již název napovídá, byl pokrm podáván jako nadívaná ryba. Postupně, zhruba od 19. století, byla směs rybího masa tvarována do podoby kuliček. Pokrm je vyráběn též průmyslově, a je v některých zemích prodáván ve sklenicích či plechovkách v supermarketech. Podává se zejména během šabatových a svátečních hostin, a podle autorky kuchařek a kulturní antropoložky Claudie Roden, jde o nejslavnější a nejtypičtější židovské jídlo.